# Bụi gai cháy

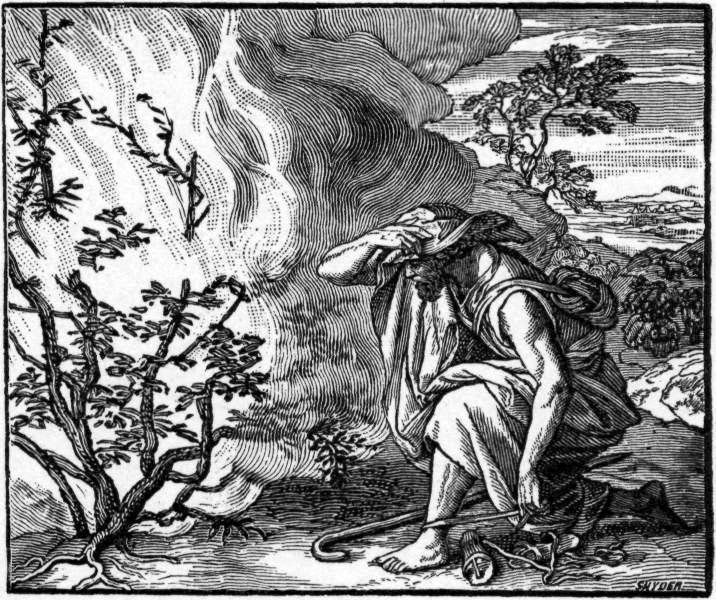
Cảnh bụi gai cháy bập bùng làm ông Moise phải lấy tay che mặt vì khói táp mặt

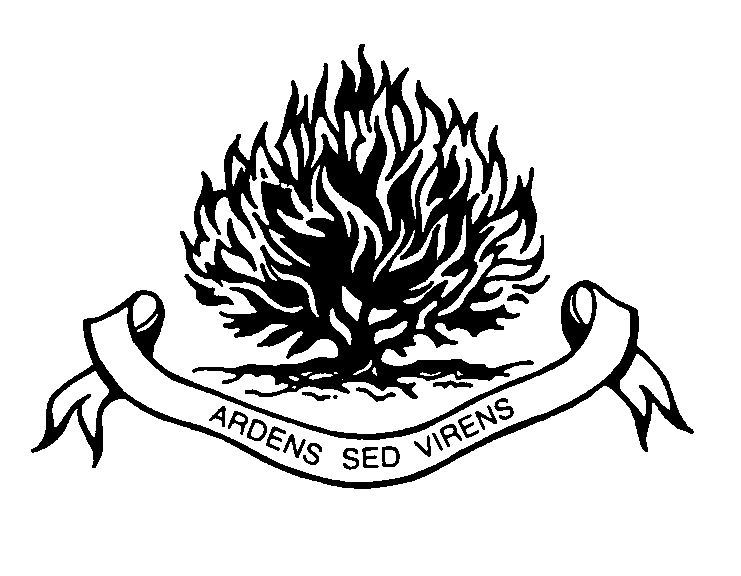
Biểu tượng Bụi gai cháy được sử dụng phổ biển bởi các Giáo hội Trưởng lão (giáo hội Presbyterian) mà cụ thể là tại Ireland Dòng chữ Latinh nghĩa là "đốt cháy nhưng triển nở". Các phiên bản khác cũng được sử dụng như "bốc cháy mà không thiêu rụi".

Bụi gai cháy (Unburnt bush) hay còn gọi là bụi cây cháy (Burning bush) ám chỉ một sự kiện được ghi chép trong kinh sách Torah của người Do Thái (cũng như trong Cựu Ước của Kinh thánh và Kinh thánh Hồi giáo). Sự kiện này diễn ra vào khoảng giữa thế kỷ 13 TCN dưới thời trị vì của Pha-ra-ông Ramses II (trị vì khoảng 1279–1213 TCN). Sự kiện này được mô tả trong chương thứ ba của Sách Xuất hành là một bụi cây mà ông Môi-se (Moses) đã nhìn thấy trên núi Hô-rếp (Horeb, cũng được cho là núi Si-nai). Điều đặc biệt là bụi cây này bốc cháy rực rỡ nhưng không bị thiêu rụi. Trong câu chuyện, một Thiên thần của Chúa được miêu tả là xuất hiện "trong ngọn lửa giữa bụi cây". Từ giữa bụi cây đang cháy, Thiên Chúa (Danh của Ngài thường được phiên âm là Yahweh/Gia-Vệ hoặc Jehovah/Giê-hô-va) đã gọi Môi-se và nói chuyện với ông, Thiên Chúa đã kêu gọi lại, biểu ông Môi-se cởi giày ra và giao cho Môi-se một sứ mệnh vô dẫn dắt dân Y-sơ-ra-ên (Israel) ra khỏi ách nô lệ ở Ai Cập. Một số nhà giải kinh Do Thái coi bụi gai cháy mà không tàn như một biểu tượng cho dân Do Thái (Y-sơ-ra-ên), dù chịu nhiều đau khổ và áp bức (như ngọn lửa) nhưng vẫn không bị hủy diệt. Ngọn lửa thường là biểu tượng của năng lượng, sự bất diệt, sự thanh tẩy và sự hiện diện của thần thánh và Thiên chúa (Theophany) thông qua tục thờ lửa. Việc bụi cây không bị thiêu rụi nhấn mạnh bản chất siêu nhiên của sự kiện. Trong nghệ thuật và văn hóa, hình ảnh bụi gai cháy là một chủ đề phổ biến, tượng trưng cho sự mặc khải, sự kêu rêu và tiếng Chúa luôn gọi mời. Alexander và Zhenia Fleisher liên hệ câu chuyện trong Kinh thánh về bụi cây cháy với loài cây Dictamnus.